# Bludauberge
Die Bludauberge sind ein Gebirgskamm im ostantarktischen Königin-Maud-Land. Sie ragen unmittelbar südöstlich des Hügels Tverreggtelen in der Kirwanveggen auf.
Entdeckt und benannt wurden sie bei der Deutschen Antarktischen Expedition 1938/39 unter der Leitung des Polarforschers Alfred Ritscher. Namensgeber ist der Expeditionsarzt Josef Bludau (1889–1967).